# هابيل سميث
هابيل سميث (بالإنجليزية: Abel Smith)‏  (و. 1717 – 1788 م) هو سياسي، ومصرفي، توفي عن عمر يناهز 71 عاماً.

## مناصب
تولى منصب عضو مجلس الشعب في برلمان بريطانيا العظمى.